# I Cry
"I Cry" é uma canção do rapper norte-americano Flo Rida. A faixa foi lançada em 18 de setembro de 2012 como quarto single de seu quarto álbum de estúdio, Wild Ones. A canção contém partes de "Cry (Just a Little)" da dupla Bingo Players e foi produzida pelas francesas soFLY & Nius e "the Futuristics", tendo sua composição escrita por Flo Rida, Scott Cutler, Jeffrey Hull, Brenda Russell, Raphael Judrin, Pierre-Antoine Melki, Paul Bäumer e Maarten Hoogstraten. Conta com a colaboração da cantora americana Stayc Reign.

## Performance nas paradas
"I Cry" foi um sucesso comercial desde seu lançamento, particularmente em algumas regiões da Europa. Primeiro lugar na Noruega, debutando em oitavo e subindo para primeiro lugar na outra semana. Já na Dinamarca, debutou em nono nas paradas do final de setembro de 2012 e chegou em oitavo, no dia 16 de setembro de 2012. "I Cry" também teve uma estreia forte na Irlanda e no Reino Unido.
Na Austrália, a canção debutou em terceiro lugar no dia 16 de setembro de 2012, permanecendo na posição por 2 semanas ao total.

## Faixas
| Descarga digital |         |         |  |
| N.º              | Título  | Duração |  |
| 1.               | "I Cry" | 3:42    |  |